# Ich gegen mich
Ich gegen mich ist ein Studioalbum der deutschen Popsängerin Alexa Phazer.

## Veröffentlichung
Das Album erschien als CD, sowie als Download. Es wurde am 8. August 2008 über das Label Seven Days Music veröffentlicht.

## Singleauskopplungen
Im Jahr 2007 erschien der Song Ich heirate mich selbst als erste Single. Auf der CD-Single ist zusätzlich der Song Manche Menschen als B-Seite enthalten. Dieser wurde nicht auf dem Album veröffentlicht. Am 25. April 2008 erschien mit Hypnotisiert die zweite und letzte Single aus dem Album. Auf der Single ist zusätzlich ein Remix des Songs vorhanden.

## Inhalt
Alle Lieder des Albums sind in deutscher Sprache verfasst. Das Album enthält insgesamt dreizehn Titel und hat eine Spielzeit von 51 Minuten und dreizehn Sekunden. Die Lieder des Albums sind der Popmusik zuzuschreiben. Phazer verfasste alle Titel, fünf davon in Zusammenarbeit mit Steve van Velvet und Mein bester Tag zusätzlich mit Peter Ries. Alle Songs wurden von Ries produziert.
Titelliste
| #  | Titel                   | Autor(en)                                 | Produzent  | Länge |
| -- | ----------------------- | ----------------------------------------- | ---------- | ----- |
| 1  | Hypnotisiert            | Alexa Feser                               | Peter Ries | 3:44  |
| 2  | Stalkerin               | Alexa Feser                               | Peter Ries | 4:02  |
| 3  | Nichts                  | Alexa Feser                               | Peter Ries | 4:00  |
| 4  | Weil ich es kann        | Alexa Feser, Steve van Velvet             | Peter Ries | 4:18  |
| 5  | 1000 Lieder             | Alexa Feser, Steve van Velvet             | Peter Ries | 3:32  |
| 6  | Ich heirate mich selbst | Alexa Feser                               | Peter Ries | 3:52  |
| 7  | Der Dieb                | Alexa Feser                               | Peter Ries | 3:59  |
| 8  | Grenzenlos              | Alexa Feser                               | Peter Ries | 3:59  |
| 9  | Helden träumen mehr     | Alexa Feser                               | Peter Ries | 4:07  |
| 10 | Lass mich gehen         | Alexa Feser                               | Peter Ries | 3:51  |
| 11 | Mein wahres Ich         | Alexa Feser, Steve van Velvet             | Peter Ries | 4:10  |
| 12 | Keiner kann mich finden | Alexa Feser, Steve van Velvet             | Peter Ries | 4:08  |
| 13 | Mein bester Tag         | Alexa Feser, Steve van Velvet, Peter Ries | Peter Ries | 3:31  |

## Rezeption
Das Album konnte, sowie die beiden Singleauskopplungen keine Chartplatzierung einfahren. Christiane Stuckemeier von terrorverlag.com kritisierte das Album, es sei zu sehr „Mainstream“. Trotzdem lobt sie Produktion von Peter Ries. Matthias Reichel von CDStarts bewertete das Album mit 6 von 10 möglichen Punkten.